# Bataille de Shembra Couré
Guerre Adal-Éthiopie
Batailles
La Bataille de Shembra Couré («marais de pois chiches») a eu lieu le 9 mars 1529,, entre les forces du Sultanat d'Adal mené par l'Imam Ahmad ibn Ibrahim al-Ghazi, et l'armée éthiopienne, sous Dawit II (Lebna Dengel).
Un Faqīh arabe déclare que de nombreux Somalis sur le flanc gauche ont déserté et que les Abyssins ont poursuivi en tuant un grand nombre de leurs hommes, mais les Harla sur le flanc droit ont tenu bon . Selon Merid Wolde Aregay, la cavalerie Harari ou Malassay au centre avec le soutien des cuirassiers Arabes (un type de cavalerie blindée et portant des pistolets) a changé l'élan en faveur des Adalites ,. L'armée de l'Imam Ahmad a prévalu, et a eu le contrôle du terrain à la fin de la bataille. Les Abyssins ont subi de lourdes pertes .
Malgré ce succès, et malgré son désir de capturer et de tenir le palais de l'empereur à Badeqe, l'imam Ahmad, en partie aussi pour apaiser ses hommes rétifs, se retira des hautes terres et ne revint pas engager directement l'armée éthiopienne pendant deux ans . Enrico Cerulli affirme qu'après la bataille, les troupes Harari ont refusé d'exécuter les ordres de l'Imam Ahmad de subjuguer l'Abyssinie, déclarant que cela défierait la tradition de leurs ancêtres. Selon Cerulli, l'aristocratie harari redoutait les conséquences potentielles de la relocalisation de la base musulmane en Abyssinie .
Certaines autorités, comme Richard Pankhurst, attribuent le succès de l'Imam Ahmad à la présence parmi ses partisans d'une compagnie d'élite d'hommes matchlock. Si tel est le cas, alors cette bataille était la première fois que les forces éthiopiennes devaient lutter contre une force équipée d'armes à feu .